# Christopher Coons
Christopher Andrew Coons, dit Chris Coons, né le 9 septembre 1963 à Greenwich (Connecticut), est un homme politique américain, membre du Parti démocrate et sénateur du Delaware au Congrès des États-Unis depuis 2010.

## Biographie
Chris Coons obtient un baccalauréat universitaire du Amherst College en 1985. Il est alors membre du Parti républicain. En 1988, il travaille pour l'équipe de campagne du lieutenant-gouverneur démocrate Shien Biau Woo, alors candidat au Sénat. En 1992, il est diplômé d'un doctorat de l'école de droit de Yale et d'un master en éthique de la Yale Divinity School. Il devient alors l'assistant de Jane Richards Roth, juge à la Cour d'appel des États-Unis pour le troisième circuit, puis juriste chez W.L. Gore & Associates. Parallèlement, il travaille pour la fondation I Have a Dream, qui apporte du soutien scolaire aux élèves défavorisés.
En 2000, Chris Coons est élu au conseil municipal de New Castle, l'une des plus grandes villes du Delaware. Quatre ans plus tard, il est élu county executive du comté de New Castle.
Lors des élections sénatoriales de 2010, Chris Coons se présente à la succession de Ted Kaufman, nommé en remplacement du vice-président Joe Biden en 2008. Il ne rencontre que peu d'opposition pour obtenir l'investiture démocrate, grâce à l'absence de Beau Biden, pressenti pour être candidat. Alors que les sondages donnent Coons devancé par le représentant modéré Michael Castle, celui-ci perd la primaire républicaine face à la candidate du Tea Party Christine O'Donnell. Le démocrate devient le favori de l'élection, devançant son opposante de près de 20 points dans les enquêtes d'opinion. Barack Obama et Joe Biden viennent faire campagne en sa faveur. Il est élu au Sénat des États-Unis le 2 novembre 2010, avec environ 56 % des suffrages contre 40 % pour O'Donnell. Il prête serment le 15 novembre suivant pour un mandat de quatre ans.
Il est réélu lors des élections de 2014 pour un mandat complet de six ans, en obtenant 55,8 % des voix face au républicain Kevin Wade (42,2 %) et au vert Andrew Groff (2 %). À l'occasion des élections de 2020, il bat la républicaine Lauren Witzke par 59,9 % des suffrages contre 37,9 %.

## Positions politiques

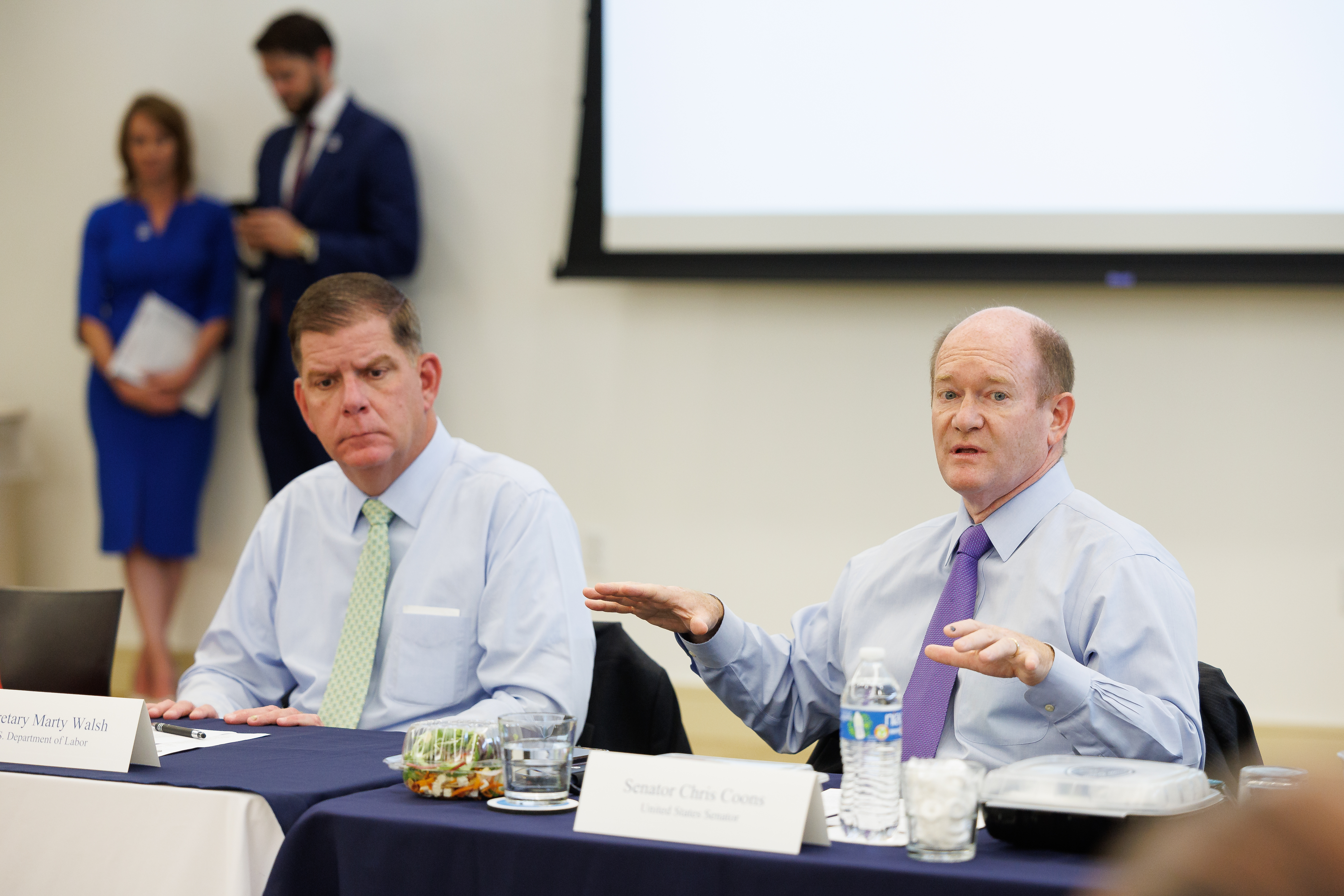
Photographie du ministère du travail des Etats Unis, ou on peut voir Chris Coons.

En dépit de votes généralement libéraux au sens américain du terme, Chris Coons est reconnu pour son travail bipartisan avec des sénateurs de l'autre bord politique. En 2018, le magazine Politico le décrit comme « le démocrate préféré du GOP ». Il se rapproche notamment de ses collègues républicains en participant régulièrement au petit-déjeuner de prière du Sénat.
Coons est considéré comme un expert des questions africaines. Après notamment des voyages en Afrique, il se rapproche du Parti démocrate, frustré par la politique de l'administration républicaine en Afrique du Sud et par la pauvreté au Kenya.
Pour les primaires présidentielles de 2020, il est l'un des premiers membres du Congrès à apporter son soutien à l'ancien vice-président Joe Biden.